# トム・ヘネガン
トム・ヘネガン（Tom Heneghan、1951年 - ）は、イギリス出身の建築家。東京芸術大学教授。オーストラリア建築学校協会副会長、ニューサウスウェールズ州ナショナルトラスト建築保存委員会委員長など、オーストラリアでの要職も多数。富山県まちのかおづくり国際公開建築事業マスタープランナー及びマスターアーキテクトなど、日本での要職多数歴任。

## 来歴
ロンドン生まれ。1975年（昭和50年）AAスクール卒業
1975年（昭和50年）～1977年（昭和52年）アラップ構造部門3に勤務
1976年（昭和51年）～1990年（平成2年）AAスクール・ユニットマスター（教授級）
1990年（平成2年）来日　安藤和浩とアーキテクチャー・ファクトリー設立
1991年（平成3年）～1994年（平成6年）東京芸術大学招聘教授
1998年（平成10年）～2002年（平成14年）工学院大学工学部建築学科特別専任教授
2002年（平成14年）～2008年（平成20年）シドニー大学建築・デザイン・都市計画学部長
2009年（平成21年）から、東京芸術大学美術学部建築科教授
「熊本県草地畜産研究所」畜舎（インガ・ダグフィンスドッターとの共同設計）で1994年（平成6年）日本建築学会賞。「灰塚湖畔の森バンガロー」で1995年（平成7年）SD賞。「ほたるいかミュージアム」で1998年（平成10年）中部建築賞正賞。「フォレストパークあだたら」（阿部直人と）で2000年（平成12年）福島建築文化賞と2002年（平成14年）日本公共建築賞国土交通大臣賞生活施設部門。
その他作品に、旧大山町ささやき橋（現富山市、三四五建築研究所と）、滑川市ほたるいか展望台（磯崎新監修富山町顔プロジェクト）、三良坂町コテージ、など。
著書は、いずれも共著で、 「The Colours of Light」 Tadao Ando Phaidon Press 1996 、「10 x 10」Phaidon Press 2000、「グレンマーカットの建築」 TOTO出版 2008、「シンキングドローイング／ワーキングドローイング」TOTO出版 など。